# Segunda Categoría del Carchi 2017
El Campeonato Provincial de Segunda Categoría de Carchi 2017 fue un torneo de fútbol en Ecuador en el cual compitieron equipos de la Provincia de Carchi. El torneo fue organizado por la Asociación de Fútbol Profesional del Carchi (AFC) y avalado por la Federación Ecuatoriana de Fútbol. El torneo empezó el 31 de mayo de 2017 y finalizó el 9 de julio de 2017. Participaron 4 clubes de fútbol y entregó un cupo al Zonal de Ascenso de la Segunda Categoría 2017 por el ascenso a la Serie B.

## Sistema de campeonato
El sistema determinado por la Asociación de Fútbol Profesional del Carchi fue el siguiente: 
- Se jugó una etapa única con los 4 equipos establecidos, todos contra todos ida y vuelta (6 fechas), al final el equipo que terminó en primer lugar clasificó a los zonales  de Segunda Categoría 2017.

## Equipos participantes
| Equipos participantes      | Equipos participantes | Equipos participantes                                       | Equipos participantes | Equipos participantes | Equipos participantes |
| -------------------------- | --------------------- | ----------------------------------------------------------- | --------------------- | --------------------- | --------------------- |
|                            |                       |                                                             |                       |                       |                       |
| Equipo                     | Ciudad                | Estadio                                                     |                       |                       |                       |
| Club Deportivo Dunamis 04  | Tulcán                | Estadio Olímpico de Tulcán                                  |                       |                       |                       |
| Carchi 04 Fútbol Club      | Tulcán                | Estadio Olímpico de Tulcán                                  |                       |                       |                       |
| Club Deportivo San Gabriel | San Gabriel           | Estadio Olímpico Santa Rosa                                 |                       |                       |                       |
| Club Atlético Huaca        | San Pedro de Huaca    | Estadio de la Liga Deportiva Cantonal de San Pedro de Huaca |                       |                       |                       |

## Equipos por cantón
| Cantón             | N.º | Equipos                         |
| ------------------ | --- | ------------------------------- |
| Tulcán             | 2   | - Dunamis TCE - Carchi 04 F. C. |
| San Pedro de Huaca | 1   | - Atlético Huaca                |
| Montúfar           | 1   | - Deportivo San Gabriel         |

## Clasificación
|  |    | Equipo                | PJ | PG | PE | PP | GF | GC | DG  | PTS |
|  | -- | --------------------- | -- | -- | -- | -- | -- | -- | --- | --- |
|  | 1. | Deportivo San Gabriel | 12 | 11 | 0  | 1  | 50 | 10 | +40 | 35  |
|  | 2. | Dunamis TCE           | 8  | 3  | 2  | 3  | 19 | 21 | -2  | 11  |
|  | 3. | Atlético Huaca        | 9  | 3  | 1  | 5  | 15 | 26 | -11 | 10  |
|  | 4. | Carchi 04 F. C.       | 8  | 1  | 1  | 6  | 11 | 38 | -27 | 4   |

|  | Campeón y clasificado a los zonales de Segunda Categoría 2017. |

## Evolución de la clasificación

### Primera vuelta
| Equipo / Jornada      | 01 | 02 | 03 | 04 | 05 | 06 |
| --------------------- | -- | -- | -- | -- | -- | -- |
| Deportivo San Gabriel | 1  | 1  | 1  | 1  | 1  | 1  |
| Dunamis TCE           | 4  | 4  | 4  | 2  | 2  | 2  |
| Atlético Huaca        | 3  | 3  | 3  | 4  | 3  | 3  |
| Carchi 04 F. C.       | 2  | 2  | 2  | 3  | 4  | 4  |

### Segunda vuelta
| Equipo / Jornada      | 07 | 08 | 09 | 10 | 11 | 12 |
| --------------------- | -- | -- | -- | -- | -- | -- |
| Deportivo San Gabriel | 1  | 1  | 1  | 1  | 1  | 1  |
| Dunamis TCE           | 3  | 2  | 2  | 2  | 2  | 2  |
| Atlético Huaca        | 2  | 3  | 3  | 3  | 3  | 3  |
| Carchi 04 F. C.       | 4  | 4  | 4  | 4  | 4  | 4  |

## Resultados

### Primera vuelta
| Atlético Huaca | 1 - 3 | Carchi 04 FC          | Olímpico (Tulcán) | 31 de mayo | 14:00 |
| Dunamis TCE    | 0 - 7 | Deportivo San Gabriel | Olímpico (Tulcán) | 31 de mayo | 16:00 |

| Atlético Huaca        | 1 - 0 | Dunamis TCE  | Olímpico Santa Rosa | 4 de junio | 13:00 |
| Deportivo San Gabriel | 3 - 1 | Carchi 04 FC | Olímpico Santa Rosa | 4 de junio | 15:15 |

| Carchi 04 FC          | 2 - 2 | Dunamis TCE    | Olímpico (Tulcán) | 11 de junio | 13:00 |
| Deportivo San Gabriel | 5 - 0 | Atlético Huaca | Olímpico (Tulcán) | 11 de junio | 15:15 |

| Atlético Huaca | 2 - 7 | Deportivo San Gabriel | Olímpico (Tulcán) | 18 de junio | 13:00 |
| Dunamis TCE    | 7 - 1 | Carchi 04 FC          | Olímpico (Tulcán) | 18 de junio | 15:15 |

| Carchi 04 FC   | 1 - 9 | Deportivo San Gabriel | Olímpico (Tulcán) | 21 de junio | 13:00 |
| Atlético Huaca | 2 - 2 | Dunamis TCE           | Olímpico (Tulcán) | 21 de junio | 15:15 |

| Deportivo San Gabriel | 2 - 3 | Dunamis TCE    | Olímpico Santa Rosa | 25 de junio | 13:00 |
| Carchi 04 FC          | 1 - 2 | Atlético Huaca | Olímpico Santa Rosa | 25 de junio | 15:15 |

### Segunda vuelta
| Atlético Huaca | 5 - 1 | Carchi 04 FC          | Olímpico (Tulcán) | 29 de junio | 14:00 |
| Dunamis TCE    | 1 - 5 | Deportivo San Gabriel | Olímpico (Tulcán) | 29 de junio | 16:00 |

| Atlético Huaca            | 1 - 4 | Dunamis TCE  | Olímpico Santa Rosa | 2 de julio | 13:00 |
| Deportivo San Gabriel (C) | 9 - 1 | Carchi 04 FC | Olímpico Santa Rosa | 2 de julio | 15:00 |

| Deportivo San Gabriel | 3 - 1 | Atlético Huaca | Olímpico (Tulcán) | 9 de julio | 15:15      |
| Carchi 04 FC          | -     | Dunamis TCE    | No se jugó        | No se jugó | No se jugó |

| Atlético Huaca | - | Deportivo San Gabriel | No se programó | No se programó | No se programó |
| Dunamis TCE    | - | Carchi 04 FC          | No se programó | No se programó | No se programó |

| Carchi 04 FC   | - | Deportivo San Gabriel | No se programó | No se programó | No se programó |
| Atlético Huaca | - | Dunamis TCE           | No se programó | No se programó | No se programó |

| Deportivo San Gabriel | - | Dunamis TCE    | No se programó | No se programó | No se programó |
| Carchi 04 FC          | - | Atlético Huaca | No se programó | No se programó | No se programó |

## Campeón
|                                                                                             |
|                                                                                             |
| Club Deportivo San Gabriel 1.er título Clasifica a los zonales de la Segunda Categoría 2017 |

## Goleadores
- Actualizado el 29 de julio de 2017

| Jugador             | Equipo                | Goles |
| ------------------- | --------------------- | ----- |
| 1. Ricardo Álvarez  | Deportivo San Gabriel | 13    |
| 2. Danny De La Cruz | Deportivo San Gabriel | 11    |
| 3. Diego Paspuel    | Deportivo San Gabriel | 9     |
| 4. Andy Flores      | Deportivo San Gabriel | 6     |